# Голенищев-Кутузов, Арсений Аркадьевич
Граф Арсе́ний Арка́дьевич Голени́щев-Куту́зов (1848—1913) — русский придворный (обер-гофмейстер, 1912), поэт, прозаик, публицист из рода Кутузовых.

## Биография
Родился 26 мая (7 июня) 1848 года. Его отец, Аркадий Павлович, служил статс-секретарём по делам Царства Польского; дед генерал Павел Васильевич Голенищев-Кутузов, получил в 1832 году потомственное графское достоинство. 
После смерти отца в 1859 году семья переехала в Москву, где в 1865 году Арсений с золотой медалью окончил 4-ю гимназию и поступил на юридический факультет Московского университета. Особое влияние на него оказали лекции Н. И. Крылова, с которым Голенищев-Кутузов сблизился лично. Прервал учёбу в Московском университете из-за болезни в 1867 году и уехал в Европу. В 1869 году продолжил обучение в Петербургском университете, который окончил в 1871 году со степенью  кандидата прав. Поступил на службу в Государственную канцелярию (уволен через три года). Из-за сложного материального положения (1877) переехал в имение матери Шубино, в Тверской губернии.
Его литературный дебют состоялся в 1869 году (стихи в журнале «Заря»); известность же пришла в середине 1870-х годов, когда он печатался в журналах «Дело» и «Вестник Европы». В 1873 году сблизился с В. В. Стасовым, стал завсегдатаем его музыкальных собраний. При содействии Стасова опубликовал поэму «Гашиш» (1875), которая вызвала многочисленные рецензии, в том числе и сдержанный отклик И. С. Тургенева. Был близким другом и творческим единомышленником М. П. Мусоргского. На стихи Голенищева-Кутузова композитор написал вокальные циклы «Без солнца» (1874) и «Песни и пляски смерти» (1875—1877), балладу «Забытый» (1874), романс «Видение» (1877); Голенищев-Кутузов написал либретто оперы «Сорочинская ярмарка».
После женитьбы в 1876 году образ жизни Арсения Аркадьевича изменился. Живя вплоть до 1888 года в родовом имении Шубино, увлёкся уездной дворянской деятельностью и хозяйственными делами.
Широкую литературную известность ему принёс первый сборник стихотворений «Затишье и буря» (1878). Отдельным изданием вышла драматическая хроника «Смута (Василий Шуйский)» (1879), которую он написал под впечатлением «Бориса Годунова» Мусоргского.
В стихотворном сборнике «Затишье и буря» и в сборнике «Стихотворения» (1884) преобладали религиозно-мистические настроения, которым сопутствовали созерцательность, бесстрастность, скептицизм, разочарование («К Мефистофелю»); он искал отдохновения в красоте — «где бы и в чём бы она ни проявлялась: в окружающей ли природе, в людях, или в области отвлеченной мысли». В сборник стихов 1884 года были включены драматическая сцена «Смерть Святополка», поэмы «Дед простил», «Рассвет», «Старые речи». Эти лирические поэмы, по мысли В. С. Соловьёва, связаны между собой как последовательные ступени в развитии одних и тех же «буддийских настроений»: он выступает здесь как «поэт смерти и Нирваны». Однако «буддийские настроения» поэзии Голенищева-Кутузова — это не столько поэтизация смерти, сколько осознание безмерной власти природы и ничтожества человека перед ней. Здесь — трагическая доминанта его творчества, предвосхищавшая многие искания поэтов XX века, в частности А. А. Блока и А. Белого.

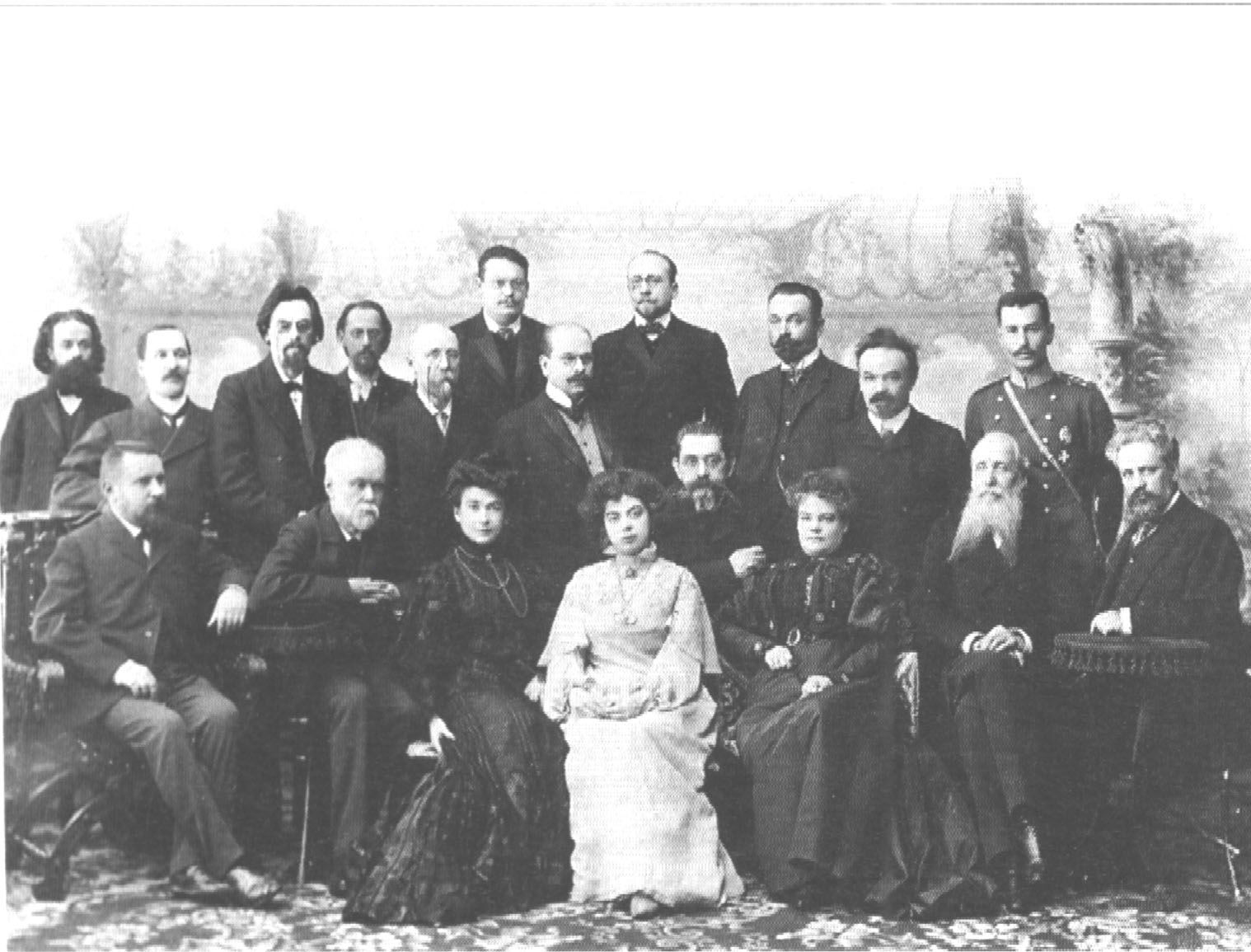
Участники литературного кружка «Пятницы» в 1900 г. Голенищев-Кутузов — крайний слева (сидит)

В конце 1880-х гг. граф Голенищев-Кутузов возвращается (с семьёй) в Петербург, где получает в 1888 г. место товарища (заместителя) управляющего Дворянским банком. В 1889 году — управляющий Дворянским и Крестьянским поземельным банками. С 1895 года до конца жизни возглавлял личную канцелярию императрицы Марии Фёдоровны.
В 1890-е годы Голенищев-Кутузов в Петербурге становится центральной фигурой салонно-аристократических литературных кругов (в том числе «пятниц» К. К. Случевского). В 1894 году вышло собрание стихотворений Голенищева-Кутузова в двух томах. В 1905 году вышло трёхтомное собрание сочинений; в первый том были включены все лирические стихотворения, во второй — поэмы, в третий — драматические произведения. В это время он начал работать над трилогией в прозе «Даль зовет. Из воспоминаний скитальца», которая содержит мысли о прошлом и современном состоянии европейской цивилизации, «неприемлемой для России». Он полагал, что идеи французской революции, «взятые напрокат», вносят в жизнь русского народа «лишь борьбу, смуту и разорение».
Консервативные, монархические взгляды Голенищева-Кутузова привели его в Русское собрание.
В 1891 году он был избран членом-корреспондентом Академии наук по отделению русского языка и словесности, в 1900 году — почётным академиком, в 1905 году — действительным членом Академии наук.
В 1912 году выпустил сборник стихотворений «На закате» и прозаический сборник «На летучих листках», окрашенные пессимистическим философствованием, фатализмом и пессимизмом по поводу будущего России. 
Умер 28 января (10 февраля) 1913 года; был похоронен в Санкт-Петербурге, на Смоленском православном кладбище.
В 1914 году вышло посмертное собрание его сочинений в 4 томах. В советское и постсоветское время сочинения Голенищева-Кутузова не переиздавались. Дореволюционные издания его творческого наследия ныне представляют библиографическую редкость.
А. А. Голенищев-Кутузов считался знатоком и ценителем живописи, он разыскивал, приобретал и восстанавливал картины старых мастеров, собрав у себя дома целую картинную галерею. В связи с собранием картин Голенищева-Кутузова, состоявшей из картин старинной голландской, нидерландской и итальянской школы, Н. К. Рерих писал: «У всех вещей есть своя аура. Чуткий дух подбирает в окружающих предметах близкую ауру».

## Семья
В 1876 году женился на дочери генерал-майора Ольге Андреевне Гулевич (1860—1924), которая впоследствии была известна в Петербурге своей общественной и благотворительной деятельностью; умерла в эмиграции в Ницце. Их дочь Татьяна (1879—1914), получившая в 1898 г. фрейлинский шифр, была замужем за саратовским губернатором А. А. Куломзиным.